# Empusa hedenborgii

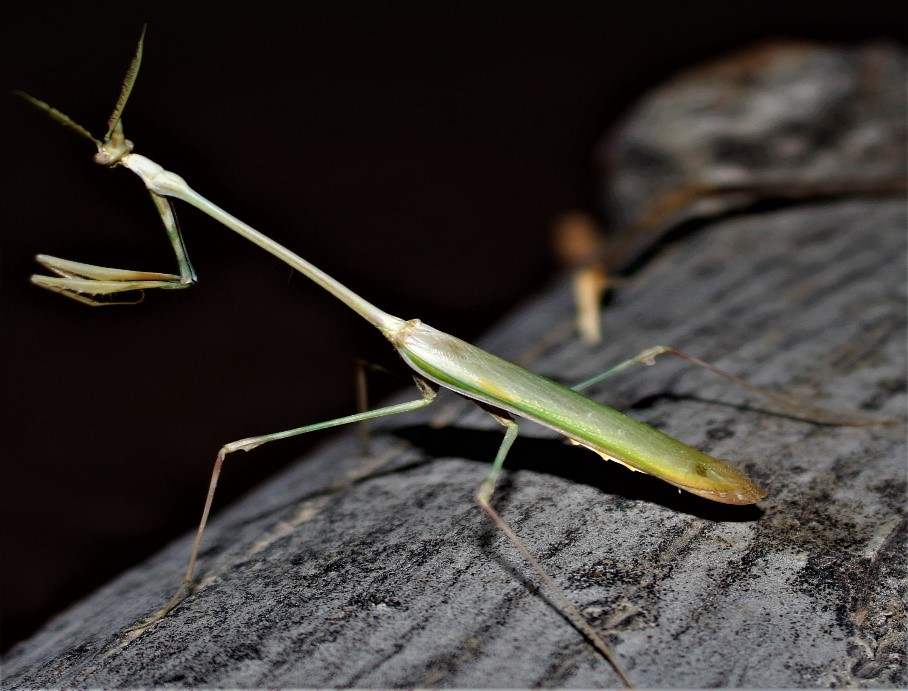
Самец

Empusa hedenborgii — вид насекомых из семейства эмпузовых (Empusidae), распространенный в странах Африки и Ближнего Востока.

## Внешний вид и строение
Крупные и стройные богомолы, длина тела самца 4,2-5,2 см, самки — 6-6,8 см. По внешнему виду очень похожи на Empusa pennata. На голове между глазами и основаниями антенн имеют характерный конический теменный отросток: длинный, хрупкий, у самки с парой маленьких «рожек», у самца тупой на конце. Антенны самца гребенчатые, длиннее половины переднеспинки. Переднеспинка длинная и тонкая, ее края практически гладкие, иногда слегка зазубренные.
Передние тазики с несколькими шипами у основания, передние бедра тонкие, с 5 наружными и дискоидальными шипами, с зубчатым краем между ними. Тазики средних ног с узкой лопастью, на задних тазиках лопастей нет. Задние ноги тоньше и длиннее, чем у других видов. Имаго обоего пола крылаты, хорошо летают. Надкрылья покрывают конец брюшка, однако уже и короче таковых у Empusa pennata. Внутренний край надкрыльев зазубренный. Задние крылья прозрачные, на концах мутные, жилки без бурой кантовки на концах. Брюшные и боковые лопасти сегментов брюшка очень острые. Церки короткие.

## Ареал
Впервые описан в Судане. Распространен в Египте, Судане, Эфиопии, на севере Сомали, на Аравийском полуострове (Саудовская Аравия, ОАЭ, Йемен), в Иране.